# Poloa
Poloa è un villaggio delle Samoa Americane appartenente alla contea di Lealataua del Distretto occidentale. Ha una superficie di 0,85 km² e in base al censimento del 2000, ha 203 abitanti.

## Geografia fisica
Il territorio del villaggio comprende parte della punta occidentale dell'isola Tutuila, compresi gli scogli Utufotu e Luania.